# Julio Altadill
Julio Altadill y Torrontera de Sancho San Román (Toledo, 8 de maig de 1858 - Pamplona, 4 de maig de 1935), fou un militar espanyol, historiador i divulgador de la cultura i art de Navarra.

## Estudis i carrera militar
Va iniciar els seus estudis al Seminari de Sant Miquel de Pamplona, però els va haver d'interrompre per les guerres carlines; posteriorment va continuar el batxillerat a l'institut d'aquesta ciutat. Va anar a estudiar a la Universitat de Madrid, i va ingressar l'estiu de 1875 a l'Acadèmia d'Intendència Militar de Madrid i finalitzar els estudis amb dinou anys a Àvila, el juliol de 1877. En acabar, es va quedar com a professor ajudant al centre on havia estudiat.
Va dur la comptabilitat de les obres del Fort de San Cristóbal, al mont Ezkaba proper a Pamplona. Va ocupar la Secretaria d'Intendència de la Sisena Regió militar i la Direcció dels Parcs de Pamplona i Vitòria.
Al Cos d'Intendència va participar des de la península en operacions de suport a la guerra de Cuba, i va operar a l'Àfrica, a la campanya del Rif de 1909. Fou condecorat amb la Gran Creu del Mèrit Militar blanca, Creu i Placa de Sant Hermenegild, i la Creu blanca de 2a pensionada, per la seva carrera militar.

## Símbols de Navarra
El 1910, quan s'apropava l'aniversari de la batalla de les Navas de Tolosa, Altadill, conjuntament amb Hermilio de Olóriz i Arturo Campión, va dissenyar l'escut i l'actual bandera de Navarra, que aquell mateix any va aprovar la diputació navarresa.

## Faceta d'historiador
Des de ben jove va investigar sobre història i art, i per això als 24 anys, el 1902, fou nomenat acadèmic de la Real Academia de Bellas Artes de San Fernando. Fou també membre de l'Academia Hispano-Americana de Ciencias y Artes, vicepresident de la Comissió de Monuments Històrics i Artístics de Navarra, en va dirigir el Butlletí divulgatiu, i el 1920 fou secretari del Segon Congrés d'Estudis Bascs. Va escriure estudis històrics divulgatius de Navarra.

## Obres destacades[2]
- Conquista y dominación de los españoles en América (Conquesta i dominació dels espanyols a Amèrica) (1883);
- Estudio bibliográfico. Primera imprenta y catálogo de obras editadas en Pamplona (Estudi bibliogràfic. Primera impremta i catàleg d'obres editades a Pamplona), premiat al Certamen de 1884 i traduït a l'alemany el mateix any, és el primer intent de bibliografia navarresa.
- Bibliografía y obras del P. Joseph de Morete, Primer Cronista de Navarra (Bibliografia i obres del P. Joseph de Morete, Primer Cronista de Navarra) (1887);
- Geografía Histórica de Navarra. Los despoblados (Geografia Històrica de Navarra. Els despoblats) ;
- Geografía General del País Vasco-Navarro (1918), dos volums sobre Navarra;
- Bibliografía de la prensa periódica de Pamplona (1923);
- Vías y vestigios romanos en Navarra (1928);
- Castillos medioevales de Navarra, tres volums, publicats entre 1934 i 1936.